# Laia Jufresa
Laia Jufresa, född 1983 i Veracruz i Mexiko, är en mexikansk författare. Hon debuterade år 2014 med novellsamlingen El esquinista och fick ett internationellt genombrott med romanen Umami från 2015.